# Sé (Macao)
Sé (大堂區S, Dà TángqūP) è una suddivisione amministrativa di Macao, classificata come freguesia e appartenente al Consiglio di Macao.
Essa deve il suo nome alla Igreja da Sé.